# ناگماچون
ناگماچون  یک خودروی رزمی پیاده‌نظام است که در خدمت نیروهای دفاعی اسرائیل می‌باشد. Nagmachon از NagmaShot تکامل یافته، که شاسی اصلی هردو همان شاسی و بدنه تانک سنتورین است.
این خودرو با زره ضخیمی در قسمت‌های شکمی و جلویی برای مقاومت در برابر انفجارمین‌ها و پایه‌هایی در جلوی شاسی برای نصب دستگاه‌های مختلف مهندسی رزمی مانند غلتک‌های مین روب و تیغه‌های بیل مکانیکی طراحی شده.
Nagmachon علاوه بر زره‌های افزوده شده در قسمت شکمی و زره نسبتاً سنگین شاسی سنتوریون، زره واکنشی انفجاری را نیز برای مقابله با مهمات خرج گود مانند راکت‌های RPG حمل می‌کند.
اوایل Nagmachon مجهز به سه سپر زره پوش در جایگاه تیربارهای FN بود تا از سربازان در برابر آتش سلاح‌های سبک محافظت کند.
بعدها روی Nagmachon یک ساختار فوق‌العاده برجسته ای نصب شد که بعضی اوقات از آن لانهٔ سگ اسم برده می‌شد.
این ساختار فوق‌العاده و افزایش حفاظت در برابر مین‌ها Nagmachon را به پلتفرمی بسیار مؤثر و کارآمد در جنگ‌های شهری و شورش‌های مسلحانه تبدیل کرد.
در سال ۲۰۰۶ استفاده‌های زیادی از آن در انتفاضه الاقصی در سرزمین‌های اشغالی و جنوب لبنان دیده شد.
این وسیله امروزه اغلب به عنوان یک خودروی مهندسی و حامل برای یگان‌های مهندسی رزمی اسرائیل استفاده می‌شود، هرچند نقش اصلی آن برای پیاده‌نظام بوده‌است.